# Powiat Kanzaki (Hyōgo)
Powiat Kanzaki (jap. 神崎郡 Kanzaki-gun) – powiat w Japonii, w prefekturze Hyōgo. W 2024 roku liczył 39 477 mieszkańców.

## Miejscowości
- Fukusaki
- Ichikawa
- Kamikawa